# Sainei Ryūji
Sainei Ryūji さいねい 龍二 ( Tải Ninh Long Nhị. Sinh ngày 8 tháng 10 năm 1981 ở Higashihiroshima, Hiroshima, Nhật Bản) là một diễn viên Nhật Bản.

## Các seri TV
- Power Rangers: S.P.D. vai "Samurai" trong tập Samurai
- Tokusou Sentai Dekaranger vai Banban Akaza (Ban)/Dekared (2004-2005)
- Gokusen (2002)
- Fugou Keiji
- Haruka 17
- Ns' Aoi

## Phim
- Chou Ninja Tai Inazuma! vai Kuratanomiya (2006)
  - Chou Ninja Tai Inazuma!! SPARK vai Kuratanomiya (2007)
- The Prince of Tennis vai Keigo Atobe (2006)
- Kamen Rider Wizard the Movie in Magic Land vai Đội trưởng Cảnh vệ Hoàng gia/Kamen Rider Mage (2013)

## Đặc biệt
- Tokusou Sentai Dekaranger The Movie: Full Blast Action
- Tokusou Sentai Dekaranger vs. Abaranger
- Tokusou Sentai Dekaranger: DekaRed vs. DekaBreak
- Mahou Sentai Magiranger vs. Dekaranger
- Kaizoku Sentai Gokaiger[3]
- Tokusou Sentai Dekaranger: 10 Years After